# Roland Gehrke

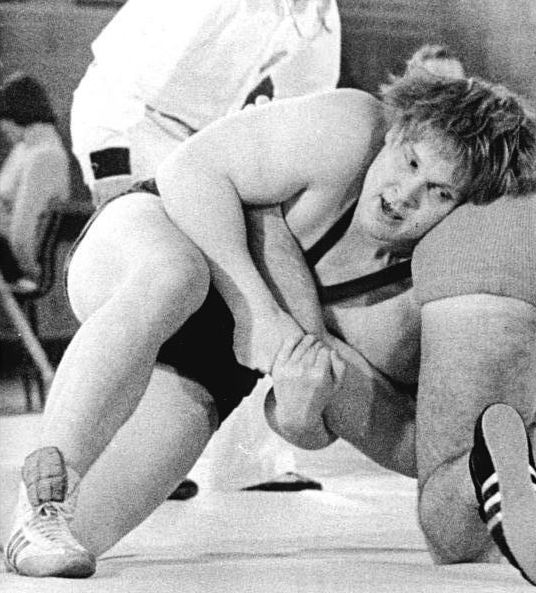
Roland Gehrke bei den Freistil-Weltmeisterschaften 1982

Roland Gehrke (* 17. Januar 1954 in Woldegk) ist ein ehemaliger deutscher Ringer. Er rang ausschließlich im freien Stil.

## Werdegang
Roland Gehrke begann als Jugendlicher 1968 bei der SG Dynamo Neubrandenburg mit dem Ringen. Er machte schnelle Fortschritte und wurde, als sich sein großes Talent für diesen Sport abzeichnete, zur SG Dynamo Luckenwalde delegiert.
1974 wurde Gehrke zum ersten Mal DDR-Meister im Superschwergewicht. Im Jahr zuvor hatte er schon den der Junioren-Weltmeisterschaft in Miami mit einem dritten Platz im Schwergewicht auf sich aufmerksam gemacht.
Seinen Einstand auf der internationalen Ringermatte bei den Senioren gab Roland Gehrke bei der Europameisterschaft 1975 in Ludwigshafen am Rhein, wo er gute Ansätze zeigte, aber nach zwei Niederlagen mit dem 7. Platz zufrieden sein musste. Erfolgreicher war er bei der Weltmeisterschaft des gleichen Jahres in Minsk. Mit vier Siegen und einer Niederlage gegen den nahezu unbesiegbaren Soslan Andijew aus der Sowjetunion wurde er Vizeweltmeister.
Den 2. Platz belegte Roland Gehrke auch bei der Europameisterschaft 1976 in Leningrad. Andijew war diesmal nicht am Start, aber Gehrke verlor etwas überraschend gegen den Rumänen Ladislau Șimon. Bei den Olympischen Spielen 1976 in Montreal verpasste er mit dem 4. Platz nur knapp eine Medaille.
Auch in den Jahren 1977 bis 1979 stand Roland erfolgreich auf der Matte. Er war bei den Welt- bzw. Europameisterschaften dieser Jahre immer im Vorderfeld platziert. 1979 wurde er wieder Vizewelt- und Vizeeuropameister.
Das Olympiajahr 1980 war für Gehrke nicht besonders erfolgreich. Zunächst belegte er bei der Europameisterschaft in Prievidza den 6. Platz, nachdem er seine Kämpfe gegen die Spitzen-Ringer Adam Sandurski aus Polen und Salman Chassimikow aus der Sowjetunion verloren hatte. Dann ging in Moskau der Traum von einer olympischen Medaille wieder nicht in Erfüllung. Wie vier Jahre zuvor scheiterte er mit einem 4. Platz knapp an diesem Ziel.
Zum erfolgreichsten Jahr in der Ringerlaufbahn von Roland Gehrke wurde 1981. Im Frühjahr gelang ihm bei der Europameisterschaft in Łódź im Schwergewicht, in das er nach dem Rücktritt von Harald Büttner wechseln konnte, der Gewinn der Bronzemedaille. Im Herbst wurde Roland in Skoplje Weltmeister im Schwergewicht. Dabei besiegte er im Finale Greg Gibson aus den USA.

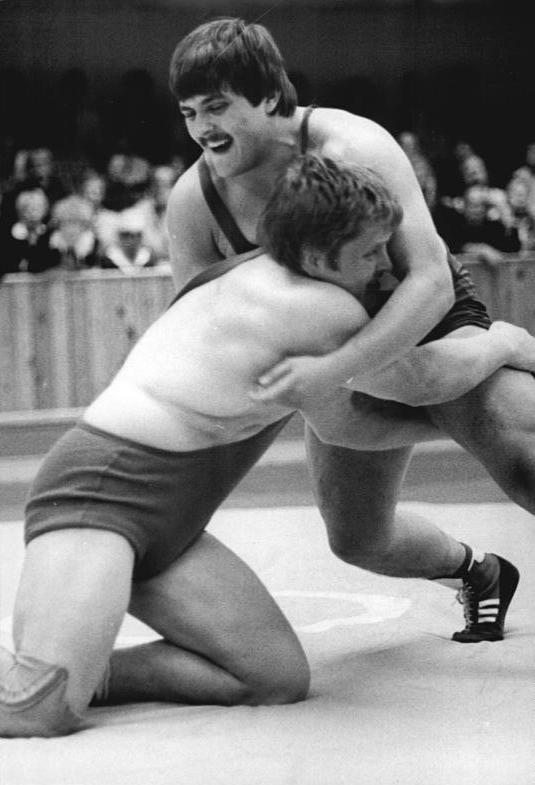
Roland Gehrke (kniend) siegt im Finale der DDR-Meisterschaften 1982 gegen Gerd Smolawa

Einen großen Erfolg feierte Gehrke auch noch bei den Europameisterschaften 1983 in Budapest, wo er wieder Vizeeuropameister wurde. Im Finale unterlag er erneut einem sowjetischen Ringer, diesmal Magomed Magomedow. Nach der Weltmeisterschaft im selben Jahr beendete Roland Gehrke seine erfolgreiche Ringerlaufbahn.
Roland Gehrke arbeitete in den nächsten Jahren bei der Kriminalpolizei. Nach der politischen Wende in der DDR musste er diese Tätigkeit aufgeben und war in der freien Wirtschaft beschäftigt. Am 25. Februar 2005 berichtete die Frankfurter Allgemeine Zeitung über die Stasi-Mitarbeit Roland Gehrkes.
Gehrke begann nach seiner internationalen Karriere erneut mit dem Ringkampfsport und rang für Preußen Berlin bzw. den SV 46 Barnstädt in der 2. Bundesliga. Bis Dezember 2008 war Roland Gehrke als Trainer in Österreich tätig.
Roland Gehrke lebt nun mit seiner Frau Petra, einer ehemaligen Ruderin, in Berlin-Karlshorst und arbeitet ehrenamtlich im Trainerstab des RSC Potsdam mit. Gehrke hat zwei Kinder.

## Internationale Erfolge
(OS = Olympische Spiele, WM = Weltmeisterschaft, EM = Europameisterschaft, F = Freistil, S = Schwergewicht, SS = Superschwergewicht, damals bis 100/130 kg bzw. über 100 kg Körpergewicht)
- 1973, 3. Platz, Junioren-WM in Miami, F, S, hinter Salman Chassimikow, UdSSR, und Ratschew, Bulgarien;
- 1974, 3. Platz, Junioren-EM in Haparanda, F, S, hinter Aslanbek Bisultanow, UdSSR, und Iwan Lazarow, Bulgarien;
- 1975, 7. Platz, EM in Ludwigshafen am Rhein, F, SS, mit einem Sieg über Alaettin Yildirim, Türkei, und Niederlagen gegen Marin Gertschew, Bulgarien, und Soslan Andijew, UdSSR;
- 1975, 2. Platz, WM in Minsk, F, SS, mit Siegen über Bojan Boew, Bulgarien, Kenan Ege, Türkei, József Balla, Ungarn, und Heinz Eichelbaum, BRD, und einer Niederlage gegen Andijew;
- 1976, 2. Platz, EM in Leningrad, F, SS, mit Siegen über Haci Osman, Türkei, Chris Dolman, Niederlande, und Boris Bigajew, UdSSR, und einer Niederlage gegen Ladislau Șimon, Rumänien;
- 1976, 2. Platz, "Dan-Kolew"-Turnier in Warna, F,SS, hinter Aslanbek Bisultanow, UdSSR, und vor Gertschew, Bulgarien;
- 1976, 4. Platz, OS in Montreal, F, SS, mit Siegen über Eichelbaum, Lazaro Morales, Kuba, und Mamadou Sakho, Senegal, und Niederlagen gegen Nikola Dinew, Bulgarien, und Andijew;
- 1977, 1. Platz, Großer Preis der BRD in Freiburg im Breisgau, F, SS, vor Max Schröger, BRD, Hans-Rüdi Hirsbrunner, Schweiz, und Ladislau Șimon;
- 1977, 5. Platz, WM in Lausanne, F, SS, hinter Andijew, Gertschew, Balla und Reza Shouktezari, Iran, und vor Yildirim;
- 1977, 4. Platz, „Pokal von Georgien“ in Tiflis, F, S, hinter Chassimikow, Hutala und Smobiladze, alle UdSSR, und vor Bisultanow;
- 1978, 1. Platz, „Werner-Seelenbinder“-Turnier in Leipzig, F, SS, vor Wladimir Parschowkow, UdSSR, und Morales, Kuba;
- 1978, 3. Platz, WM in Mexiko-Stadt, F, SS, mit Siegen über Peter Drozda, Tschechoslowakei, Yoshiaku Yatsu, Japan, und Bob Gibbons, Kanada, und Niederlagen gegen Mohammed Saraeh, Iran, und Andijew;
- 1979, 2.Platz, EM in Bukarest, F, SS, mit Siegen über Adam Sandurski, Polen, Balla und Peter Iwanow, Bulgarien, und einer Niederlage gegen Salman Chassimikow, UdSSR;
- 1979, 2. Platz, WM in San Diego, F, SS, mit Siegen über Henryk Tomanek, Polen, Kunichisa Yamamoto, Japan, John Achterwood, USA und Janko Andrei, Rumänien, und einer Niederlage gegen Chassimikow;
- 1980, 6. Platz, EM in Prievidza, F, SS, nach Niederlagen gegen Sandurski und Chassimikow;
- 1980, 4. Platz, OS in Moskau, F, SS, mit Siegen über Mamadou Sakho und Iwanow und Niederlagen gegen Balla und Andijew;
- 1981, 3. Platz, EM in Łódź, F, S, mit Siegen über Ayhin Taskin, Türkei, und Vasile Pușcașu, Rumänien, und einer Niederlage gegen Tomasz Busse, Polen;
- 1981, 1. Platz, WM in Skoplje, F, S, mit Siegen über Reza Talaghani, Iran, Vucko Dantscho, Jugoslawien, Busse, Taskin, Louis Miranda, Kuba, und Greg Gibson, USA;
- 1982, 4. Platz, WM in Edmonton, F, S, hinter Ilja Fjodorowitsch Mate, UdSSR, Slawtscho Tscherwenko, Bulgarien, und Gibson und vor Julius Strnisko, Tschechoslowakei, und Taskin;
- 1983, 2. Platz, EM in Budapest, F, S, hinter Magomed Magomedow, UdSSR, und vor Strnisko, Mehmet Güclü, Türkei, Busse und István Robotka, Ungarn;
- 1983, 11. Platz, WM in Kiew, F, S, Sieger: Aslan Chadarzew, UdSSR, vor Greg Gibson und Georgi Jantschew, Bulgarien
- 1992, 1. Platz, Polizei-EM in Malmö, F, SS, vor Alexander Neumüller, Österreich, und David Kilpin, Großbritannien

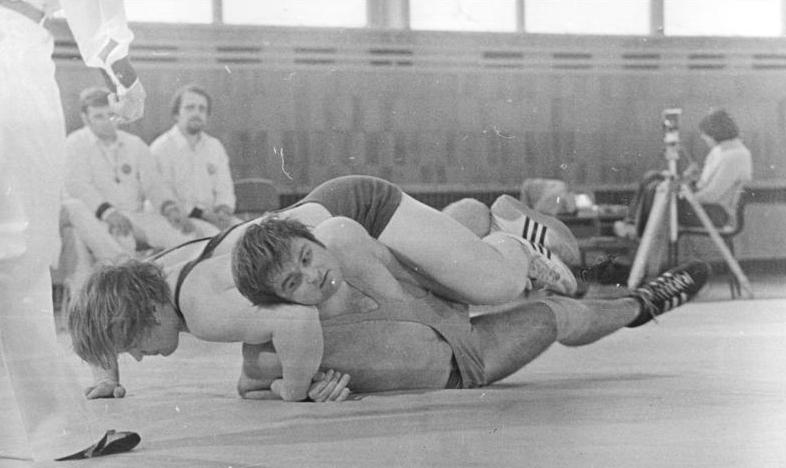
Roland Gehrke (oben) siegt bei den DDR-Freistilmeisterschaften 1976

## DDR-Meisterschaften
- 1974, 1. Platz, F, SS, vor Beyse, Artern, und Wieland, Aue,
- 1975, 1. Platz, F, SS, vor Ziegler, Luckenwalde, und Wieland,
- 1976, 1. Platz, F, S, vor Nagel, Jena, und Handrock, Warnemünde,
- 1977, 1. Platz, F, SS, vor Kuhlmann, Leipzig, und Ziegler,
- 1978, 1. Platz, F, SS, vor Wenzel, Luckenwalde, und Schmelzer, Aue,
- 1979, 1. Platz, F, SS, vor Wenzel und Hiepe, Jena,
- 1980, 1. Platz, F, SS, vor Hiepe und Schmelzer,
- 1981, 1. Platz, F, S, vor Baumann, Aue, und Rosentreter, Halle,
- 1982, 1. Platz, F, S, vor Smolawa, Leipzig, und Nagel
- 1983, 1. Platz, F, S, vor Uwe Neupert, Jena, und Möhring, Luckenwalde,
- 1984, 1. Platz, F, S, vor Lenz, Frankfurt/Oder, und Smolawa